# Right Here (canção de Justin Bieber)
"Right Here" é uma canção gravada pelo cantor canadense Justin Bieber para seu terceiro álbum de estúdio, Believe (2012). A faixa, que conta com participação do rapper canadense Drake, foi escrita por Bieber, Eric Bellinger e Chauncey Hollis, que também produziu a canção. "Right Here" foi primeiramente lançada apenas nas rádios norte-americanas, no dia 5 de fevereiro de 2013, e mundialmente como download digital a 26 de fevereiro de 2013. Um lyric video foi postado no canal de Bieber no YouTube, em fevereiro de 2013.

## Antecedentes
No dia 2 de fevereiro de 2013, o site All Access publicou uma matéria afirmando que "Right Here" seria o novo single para as rádios de Bieber, com lançamento marcado para 5 de fevereiro de 2013. Após seu lançamento apenas nas rádios, em 19 de fevereiro de 2013, o cantor foi até a sua conta no Twitter, onde confirmou o lançamento da canção como quarto single oficial, ainda revelando a data de seu lançamento para o dia 26 de fevereiro do mesmo mês.

## Paradas musicais

### Desempenho
| País/parada (2012/13)                        | Melhor posição |
| -------------------------------------------- | -------------- |
| Eslováquia (Rádio Top 100)                   | 57             |
| Estados Unidos (Billboard Hot 100)           | 95             |
| Estados Unidos (Billboard R&B/Hip-Hop Songs) | 36             |
| Estados Unidos (Billboard Rhythmic)          | 16             |